# Wiki Education Foundation
 La Wiki Education Foundation (a veces abreviada Wiki Ed) es una organización sin fines de lucro con sede en San Francisco, California. Ejecuta el Programa de Educación de Wikipedia, que promueve la integración de Wikipedia en los trabajos de clase por parte de educadores en Canadá y Estados Unidos.

## Historia
El Programa de Educación de Wikipedia fue iniciado por la Fundación Wikimedia en 2010. La Wiki Education Foundation se incorporó en 2013, un proceso que la Wikimedia Foundation inició en 2012 para brindar al programa educativo "un apoyo más enfocado y especializado" y para "desarrollar programas adicionales que promuevan la investigación académica y la enseñanza relacionadas con Wikipedia". Se le ha otorgado el estatus de organización benéfica 501(c)(3).
En febrero de 2014, la Wikimedia Foundation (WMF) y Wiki Education Foundation anunciaron la contratación de Frank Schulenburg, quien anteriormente se había desempeñado como director senior de programas en WMF, como el primer director ejecutivo de la organización. En abril de 2014, Schulenburg representó a Wiki Ed en la Cumbre Mundial de Alfabetización en Oxford. La conferencia tiene como objetivo realizar mejoras globales en la alfabetización.
Schulenburg se ha desempeñado como director ejecutivo desde febrero de 2014. Diana Strassmann encabeza su junta directiva. Robert Cummings, director del Centro de Escritura y Retórica y profesor asociado de inglés en la Universidad de Misisipi, también forma parte de la junta. Adrianne Wadewitz (1977-2014), una wikipedista, había sido miembro de la junta.